# Alslev Sogn (Faxe Kommune)
Alslev Sogn 
ist eine Kirchspielsgemeinde (dän.: Sogn)
auf der Insel Sjælland im südlichen Dänemark.
Bis 1970 gehörte sie zur Harde Fakse Herred im damaligen Præstø Amt, danach zur Fakse Kommune im
Storstrøms Amt, die im Zuge der  Kommunalreform zum 1. Januar 2007
in der
Faxe Kommune in der Region Sjælland aufgegangen ist.
Im Kirchspiel leben 249 Einwohner (Stand: 1. Januar 2023).

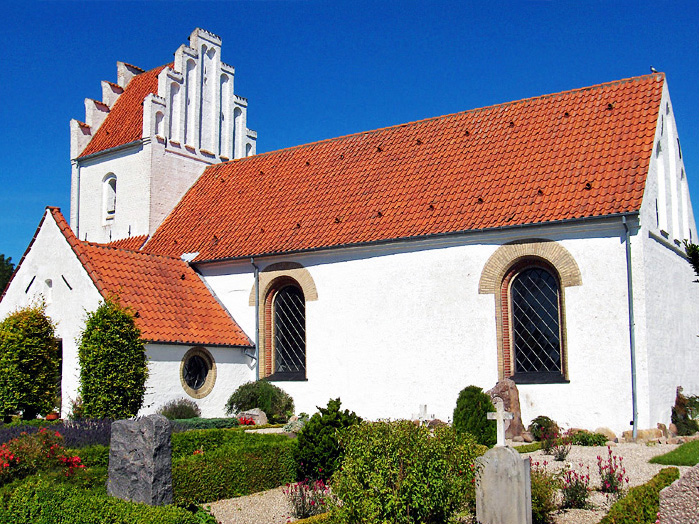
Alslev kirke

Im Kirchspiel liegt die Kirche „Alslev Kirke“.
Nachbargemeinden sind im Norden Karise Sogn, im Westen Faxe Sogn, im Süden Hylleholt Sogn und im Südosten Spjellerup Sogn, ferner in der östlich gelegenen Stevns Kommune Hellested Sogn.